# دونزربيرغ
دونزربيرغ (بالألمانية: Dünserberg) هي بلدية في منطقة فيلدكيرش في ولاية فورارلبرغ النمساوية.